# Юэ Дюпавийон, Эдуард
Эдуард Юэ Дюпавийон (фр. Édouard Huet du Pavillon или фр. Édouard Huet, 1819 — 1908) — французский ботаник.

## Биография
Эдуард Юэ Дюпавийон родился в коммуне Блен 24 октября 1819 года в семье Луи Юэ Дюпавийона.
Он получил образование в Швейцарии и преподавал в Литве. Эдуард основал в Женеве школу вместе со своим братом, ботаником Альфредом Юэ Дюпавийоном (1829—1907).
Эдуард Юэ Дюпавийон умер в Женеве 7 июня 1908 года.

## Научная деятельность
Эдуард Юэ Дюпавийон специализировался на семенных растениях.

## Почести
Род растений Huetia Boiss. был назван в честь братьев Юэ.